# Karel Knaifl
Karel Knaifl (17. května 1914 Hořice – 24. července 1988 Pardubice) byl bojový pilot, který sloužil v období 2. světové války u Royal Air Force.

## Život
Vojenskou službu nastoupil v roce 1936 ve vojenském leteckém učilišti v Prostějově, kde byl vyškolen jako polní pilot. V letectvu Československé armády zůstal až do jejího rozpuštění v roce 1939.
Začátkem května 1939 opustil území protektorátu a dne 5. května 1939 byl již prezentován u československé vojenské jednotky v Krakově. Odtud byl lodí odeslán do Francie a dne 10. června 1939 byl již zařazen do cizinecké legie v Sidi-Bel-Abes v Africe. Po vyhlášení války 4. září 1939 byl přeřazen na leteckou základnu Uargla v Africe jako pilot a záhy přeložen k leteckému pluku 101 v Toulouse jako bojový pilot.
Po porážce Francie odjel do Anglie, kde 1. července 1940 byl zařazen do Royal Air Force k zaškolení na britských letadlech. Od dubna 1941 bojoval v 311. čsl. bombardovací peruti jako bojový pilot. Od 30. prosince 1941 byl zařazen ve 138. britské letecké peruti, v níž se podílel na dopravě leteckých výsadků Silver A, Silver B a Antropoid nad území protektorátu. Později působil u pobřežního leteckého velitelství při bombardování německých lodí a ponorek. V letech 1943–1945 byl leteckým instruktorem a spojovacím důstojníkem v hodnosti P/O poručíka letectva.
V srpnu 1945 se vrátil do ČSR a stal se ve vojenském leteckém učilišti v Olomouci velitelem pilotní školy. V roce 1949 byl jako důstojník z povolání propuštěn z československé armády, obviněn z protistátní činnosti a odsouzen. Byl vězněn do roku 1952. Pak pracoval jako dělník a byl částečně rehabilitován. Po částečné rehabilitaci byl povýšen na majora a podplukovníka v záloze, ale návrat do armády mu nebyl povolen. Pracoval nadále v JZD a STS až do odchodu do důchodu.
Byl vyznamenán mnoha československými a spojeneckými vojenskými vyznamenáními. Zemřel dne 24. července 1988 v Pardubicích.
V uznání zásluh v boji proti nepříteli v rámci rehabilitace vojáků západního odboje za 2. světové války byl rozkazem ministra obrany ČSFR č. 0104 čl. 80 dnem 1. června 1991 jmenován do hodnosti plukovníka in memoriam.